# Skeleton aux Jeux olympiques de 2018
Navigation
Sotchi 2014 Pékin 2022
Les épreuves de skeleton aux Jeux olympiques d'hiver de 2018 se sont déroulées les 15 et 16 février 2018 au Centre de glisse d'Alpensia, en Corée du Sud. Après avoir été programmé deux fois aux Jeux olympiques, en 1928 et en 1948, le skeleton a attendu les Jeux de 2002 pour être programmé de nouveau.

## Résultats
| Épreuve           | Médaille d'or                       | Médaille d'argent                               | Médaille de bronze            |
| ----------------- | ----------------------------------- | ----------------------------------------------- | ----------------------------- |
| Épreuve masculine | Yun Sung-bin (Corée du Sud)         | Nikita Tregubov (Athlètes olympiques de Russie) | Dom Parsons (Grande-Bretagne) |
| Épreuve féminine  | Elizabeth Yarnold (Grande-Bretagne) | Jacqueline Lölling (Allemagne)                  | Laura Deas (Grande-Bretagne)  |

## Tableau des médailles
- Pays organisateur ( Corée du Sud)

| Rang | Pays                          | Médaille d'or, Jeux olympiques | Médaille d'argent, Jeux olympiques | Médaille de bronze, Jeux olympiques | Total |
| 1    | Grande-Bretagne               | 1                              | 0                                  | 2                                   | 3     |
| 2    | Corée du Sud                  | 1                              | 0                                  | 0                                   | 1     |
| 3    | Athlètes olympiques de Russie | 0                              | 1                                  | 0                                   | 1     |
| 3    | Allemagne                     | 0                              | 1                                  | 0                                   | 1     |